# Casa Bonanova (Caldes de Malavella)
La Casa Bonanova és un edifici entre mitgeres, situat al nucli urbà de Caldes de Malavella (Selva). És una obra inclosa en l'Inventari del Patrimoni Arquitectònic de Catalunya.

## Descripció
L'estructura de l'edifici és de planta baixa, pis, golfes i soterrani, i coberta a doble vessant amb el carener paral·lel al llenç de la façana. A la planta baixa hi ha quatre obertures, dos portes i dues finestres intercalades, en arc de llinda sobre les quals hi ha un escut ovalat sense heràldica. Sota les finestres hi ha els respiralls del soterrani. El mur de paret del primer pis està arrebossat i imita un encoixinat. Una línia d'imposta, just a la línia de les llosanes dels balcons del segon pis, separa la planta baixa de la segona.
El segona pis té dos balcons amb la barana de treball de forja i obertures en arc de llinda i decoració a manera de garlandes. Tres plafons de marbre vermell, amb decoració geomètrica i vegetal incisa, estan intercalats entre els dos balcons. El central és quadrangular, mentre que els laterals són rectangulars i estan col·locats verticalment. Dues cadenes cantoneres imiten encoixinat.
L'edifici queda rematat una cornisa i un frontó curvilini flanquejat per dues volutes. Plafons (el central dels quals sembla que contindira la inscripció "Xalet Mare de Déu de la Bonanova", o almenys així estava previst en el projecte del xalet) i dos elements a manera de pinacle decoren aquesta part superior. A la part posterior de l'edifici, l'altura de les golfes és més alta, mercès a la construcció d'un cos alçat. L'edifici fou projectat per l'arquitecte Castelló Rebés i construït pel constructor Ramón Vinyals.

## Història
Casa d'estiueig característica de Caldes construïda als anys vint per al rector del barri barcelonès de La Bonanova. Dissenyada per Castelló Rabés, l'any 1931 i construïda per en Joan Viñals i Solà, en dues etapes distintes que es manifesten clarament en la façana. L'estiueig de la segona meitat del segle xix i principis del segle XX tenia un caràcter elitista, ja que es limitava als sectors benestants de la societat. Anava lligat a pràctiques curatives i també començava a ser una activitat de lleure. La millora en els mitjans de transport va contribuir a consolidar els nuclis d'estiueig cosa que tingué un fort impacte en l'urbanisme i l'economia dels pobles amb aigües termals. A Caldes de Malavella es construeixen gran nombre de cases, torres i xalets sobretot a l'entorn de la Rambla Recolons i de la que s'anomenà Colònia de la Granja. En aquest moment també es van adequar diverses zones de passeig, places i parcs.